# Sistema de señalización No. 5
El Sistema de señalización No. 5 (SS5) es un sistema de señalización telefónica multi-frecuencia (MF) que se utilizó desde la década de 1970 para la marcación internacional directa a distancia (IDDD). Internacionalmente se conoció como CCITT5 o CC5. También fue llamado Código Atlántico porque se utilizó para las primeras conexiones IDDD entre Europa y América del Norte.
Los Sistemas de señalización en uso en ese momento fueron diseñado para señalización en banda, lo que significa que usaban el mismo canal que los medios que controlaban. SS5 fue diseñado para tráfico intercontinental para el cual muchas rutas de transmisión eran enlaces terrestres largos, a menudo cable de submarino, y satélite de comunicación.  Los troncales que utilizan enlaces por satélite también tenían supresores de eco conectados en sus puntos finales. SS5 fue diseñado específicamente para funcionar dentro de estos enlaces.